# Spongodes costatocyanea
Spongodes costatocyanea är en korallart som först beskrevs av Burchardt 1898.  Spongodes costatocyanea ingår i släktet Spongodes och familjen Nephtheidae. Inga underarter finns listade i Catalogue of Life.